# 孫基
孫基（?—?），東吳皇族，东吴大帝孫權之孙，二宮之爭的魯王孫霸之子。孙霸因觊觎哥哥孙和的太子之位，被孙权赐死，而孙和也被废黜。
叔父孫亮即位第2代皇帝，封他為吳侯。孫基盜乘孫亮禦馬，被問罪投獄。孫亮侍中刁玄說犯法應該治罪，但是陛下要哀憐早逝的魯王的兒子。献策在宮廷内恩赦，孫基出獄。
后来孙和之子、孙基的堂兄弟孫皓即位，因為孫霸和孫和的仇恨，將孫基爵位剥奪，与其弟孙壹、祖母谢姬等一族都流放会稽郡烏傷。